# Eliseo
Según la Biblia, Eliseo (hebreo: אלישע Elyša, árabe: أليشع Alysha, griego: Ἐλισαῖος Elisaios, latín: Eliseus) fue un profeta hebreo que vivió en Israel entre 850 y 800 a. C. Fue escogido como el sucesor del profeta Elías durante el reinado de los reyes Joram, Jehú, Joacaz y Joás.
Eliseo  en hebreo es Elisha (אֱלִישַׁע), una abreviación de Elishúa, que significa "Dios es mi salvación". Eliseo es considerado uno de los «Padres del Carmelo». 
Sus milagros son narrados en la Biblia en el Segundo Libro de Reyes.
Hijo de Safat, Eliseo era un pastor-agricultor que nació y habitó en Abel-mehola.

## Llamamiento
Al parecer, Eliseo era un hombre que poseía una gran fortaleza física, ya que era capaz de arar la tierra dirigiendo doce yuntas de bueyes. Mientras llevaba a cabo mencionada actividad, Eliseo fue llamado por Elías.
De acuerdo con la narración del Primer libro de los reyes (capítulo 19), Elías huyó de Jezabel y fue al monte Horeb. En el camino se quedó dormido dos veces y un ángel lo asistió y le ordenó que fuera al monte Horeb caminando durante cuarenta días y se quedara en una cueva. Es allí donde Yahvé-Dios lo consuela, mostrando su «espíritu» y le ordena que vaya a Damasco con la instrucción de ungir a Hazael como rey de Siria, a Jehú como rey de Israel y a Eliseo como profeta y también su sucesor.
Al pasar Elías frente a Eliseo, mientras este último araba la tierra con una yunta de doce bueyes, le colocó su manto y pasó de largo. Eliseo comprendió este gesto simbólico y se apresuró a alcanzar a Elías que se alejaba, rogándole que le permitiera ir a despedir a sus padres antes de irse con él. Sacrificó a los bueyes y; asando sus carnes con el arado de la yunta, hizo un festín de despedida invitando a los lugareños. Concluido esto siguió a Elías para estar a su servicio. Elías lo consideró como si fuera su hijo.

## Personalidad
Si bien Eliseo fue el heredero profético de Elías, tenía un carácter muy diferente a este último: Elías era una figura solitaria, mientras que Eliseo fue líder de varias generaciones de profetas; se vinculó con los soberanos de Israel pertenecientes a su época, amonestándolos, aconsejándolos en sus guerras y estimulando -cuando lo creyó necesario- la desobediencia hacia ellos. Dentro del cristianismo, Eliseo es considerado un importante precursor de Jesús. En el islam es conocido como Al-Yasa o Alyassa.

## Galería

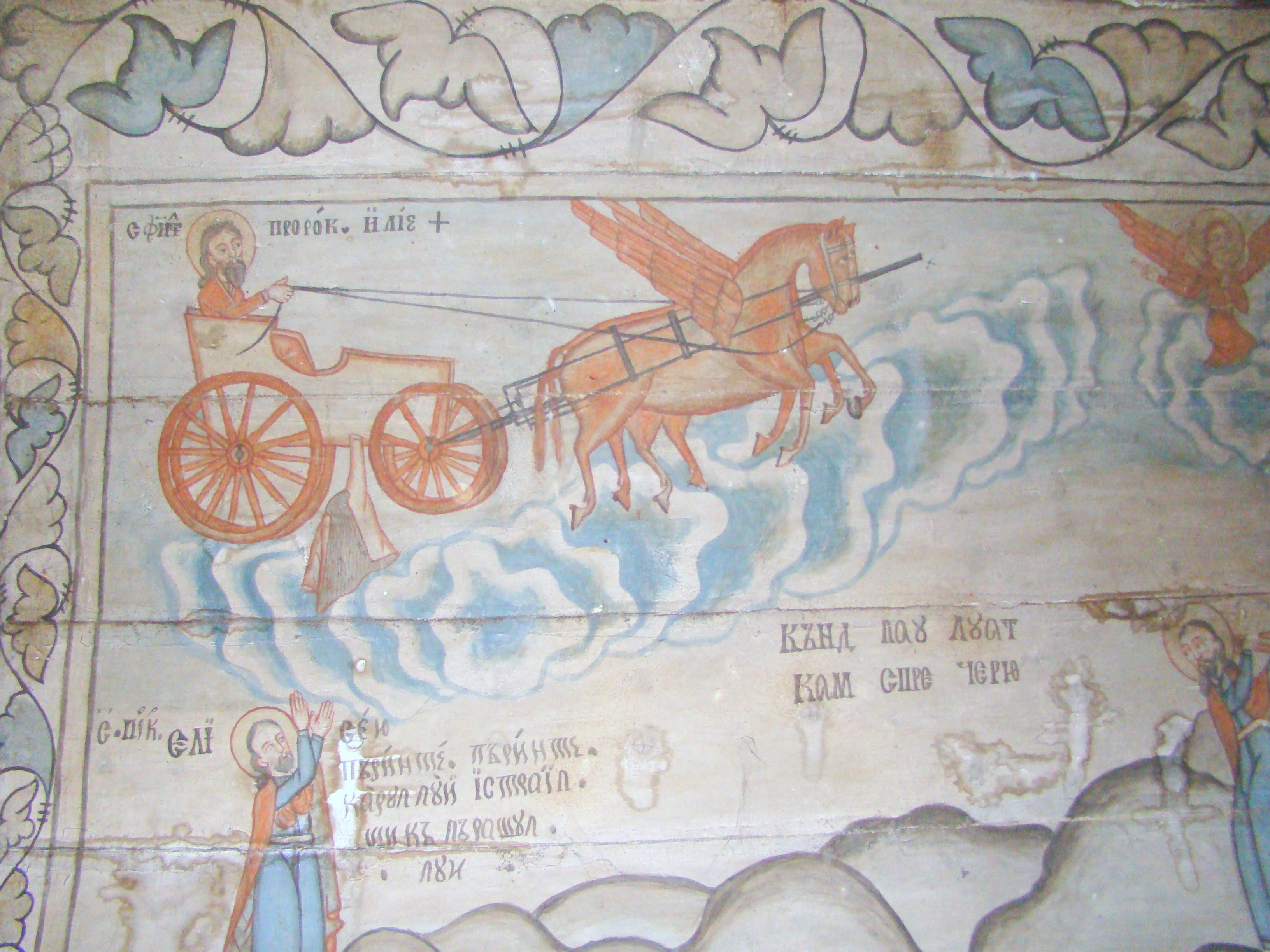
La Ascensión de Elías, fresco bizantino.
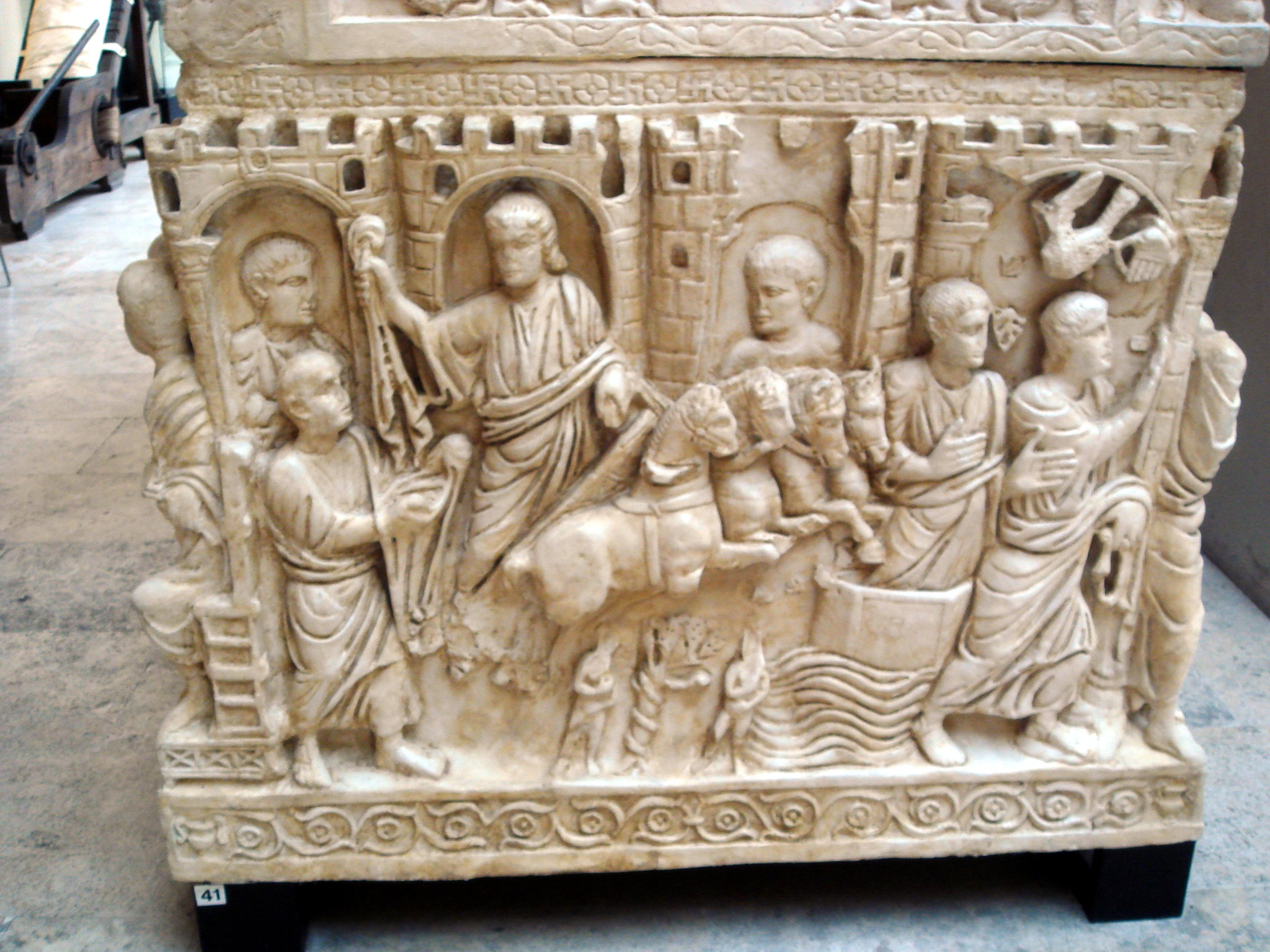
Ascendiendo a los cielos sobre un carro de fuego, el profeta Elías le da sus vestiduras a Eliseo. Escultura sobre un sarcófago cristiano de la Antigua Roma, siglo VI.[8] Sant'Ambrogio, Milán.
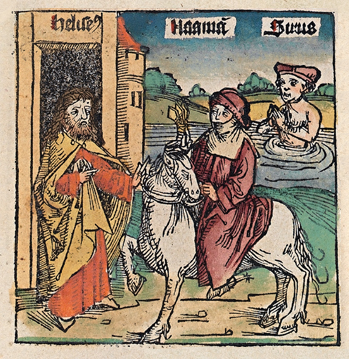
Eliseo en las Crónicas de Núremberg, 1493.
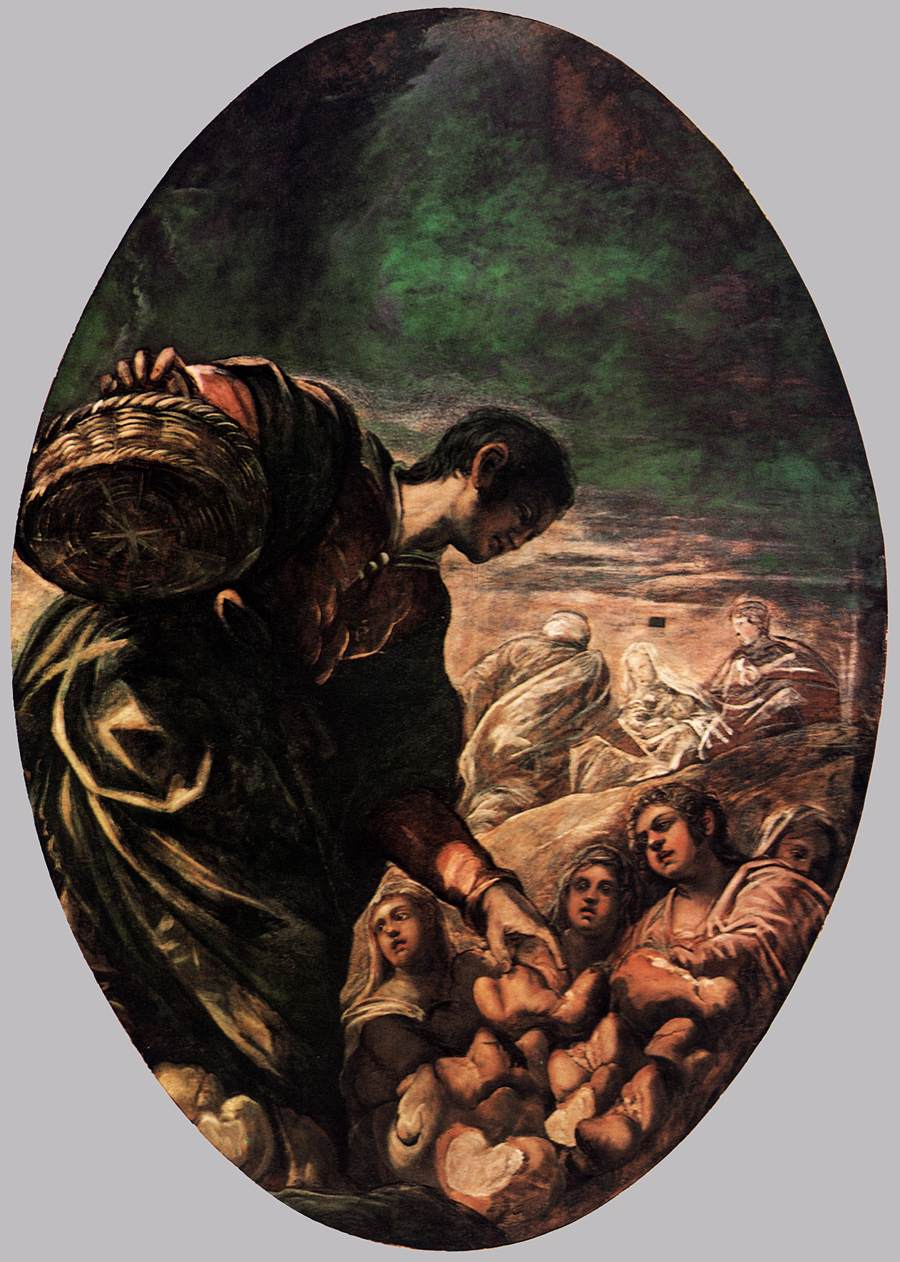
Eliseo multiplica los panes. Tintoretto, 1577-78. Scuola di San Rocco, Venecia.
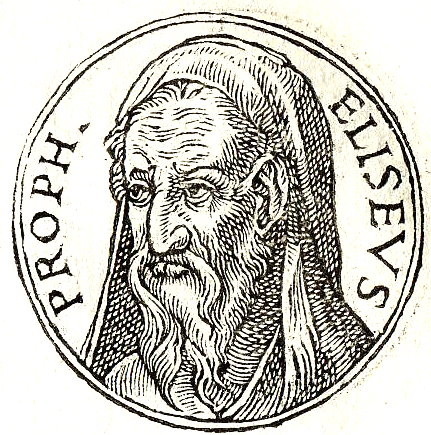
Medallón con el Profeta Eliseo. Guillaume Rouille, Promptuarii Iconum Insigniorum, 1553.
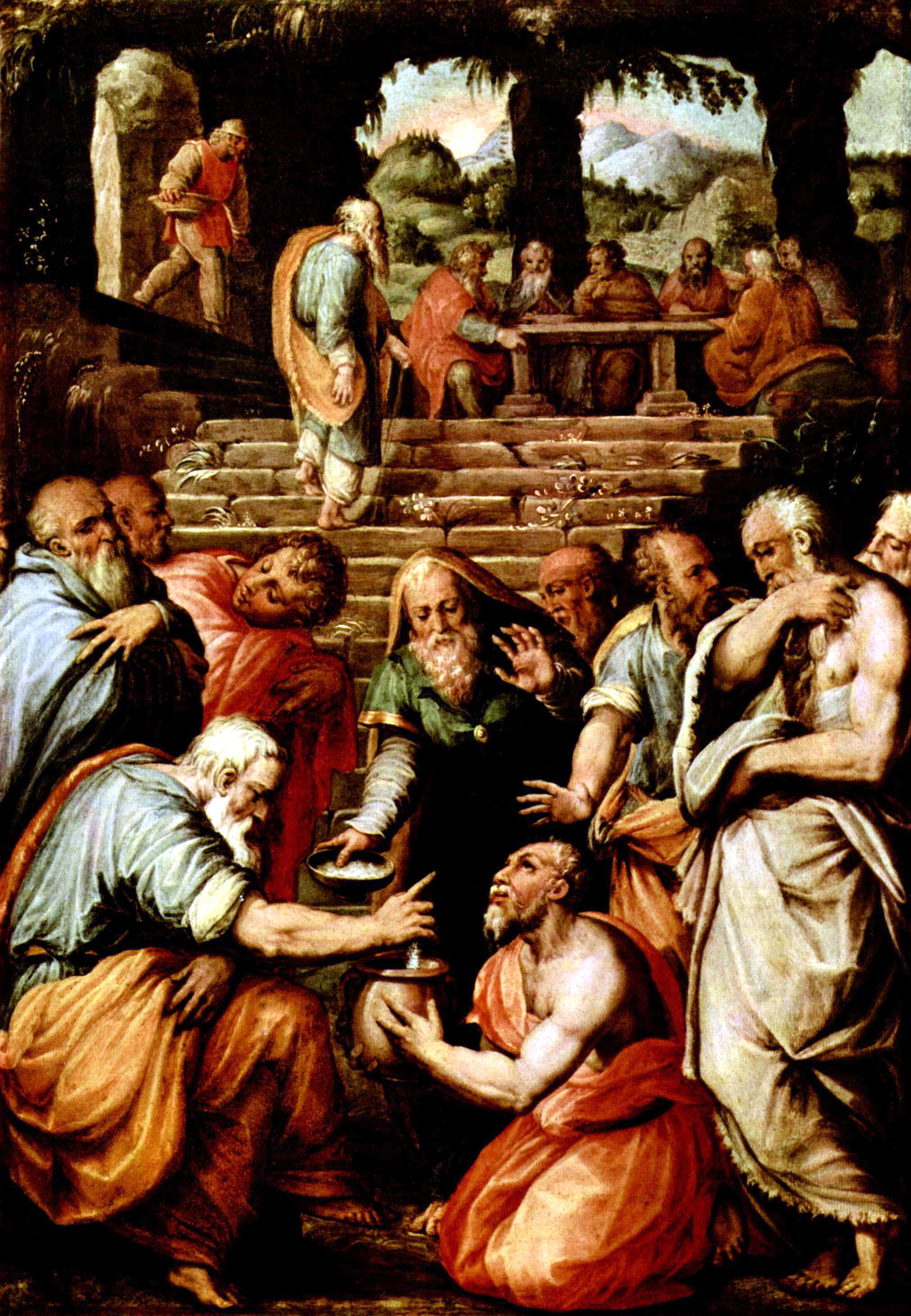
El profeta Eliseo. Giorgio Vasari, 1566. Galleria degli Uffizi, Florencia
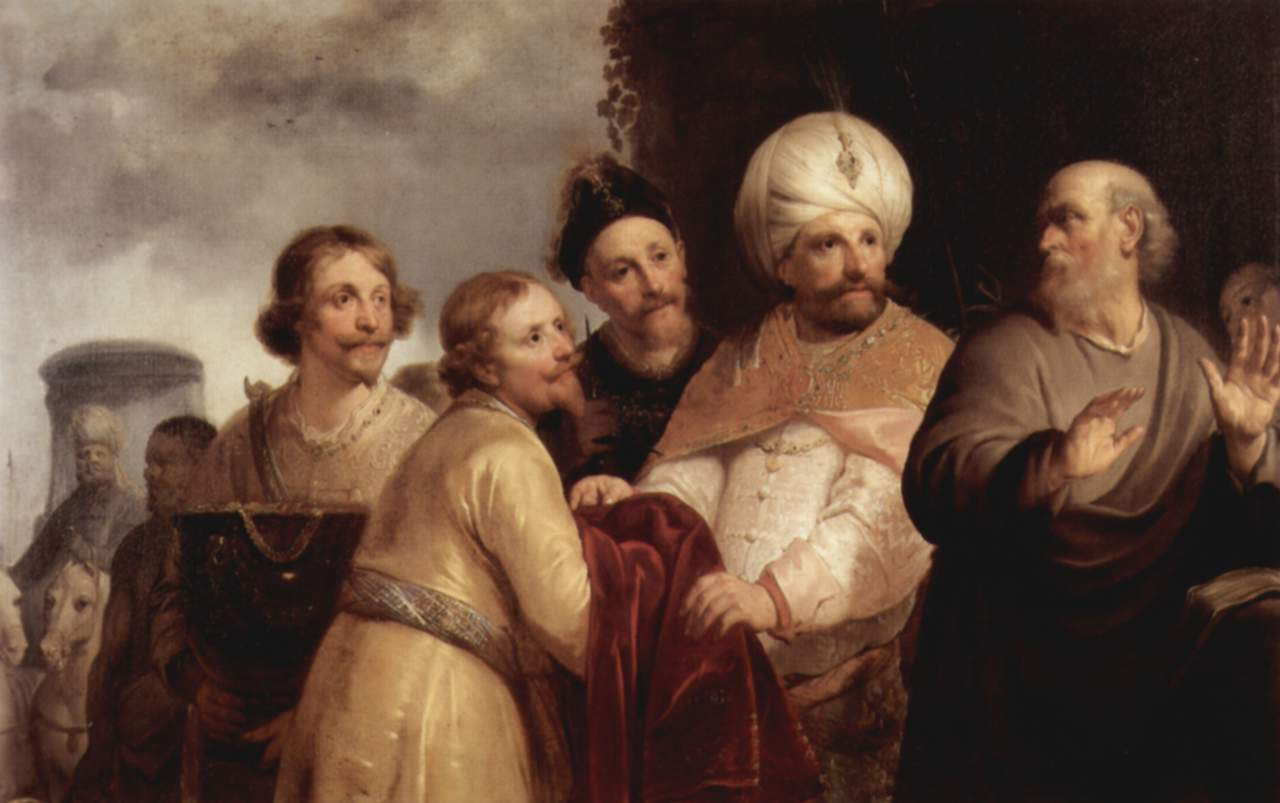
Eliseo rehusando los regalos de Naamán. Pieter Grebber, 1637. Museo Frans Hals, Haarlem.
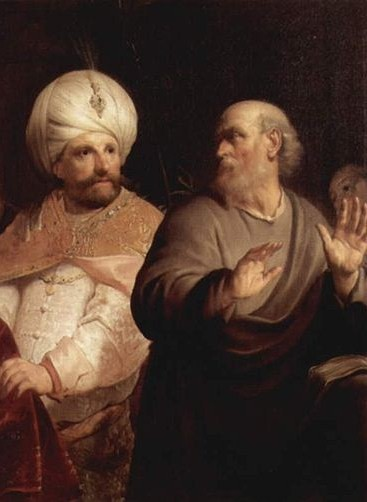
Ídem., detalle.
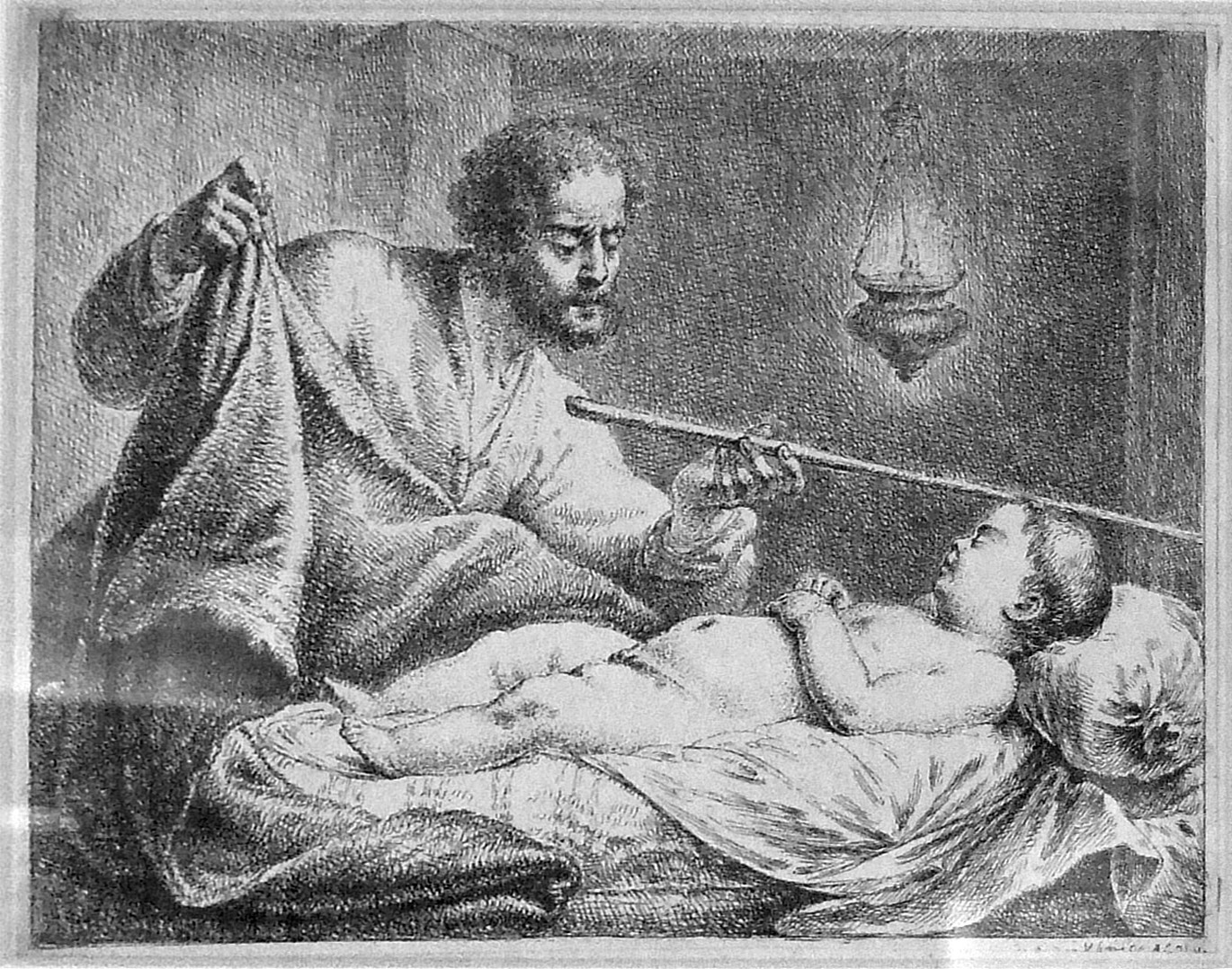
Con la ayuda de Eliseo, Guejazi intenta despertar al hijo de la mujer sunamita. Grabado de Bernhard Rode, c. 1775.
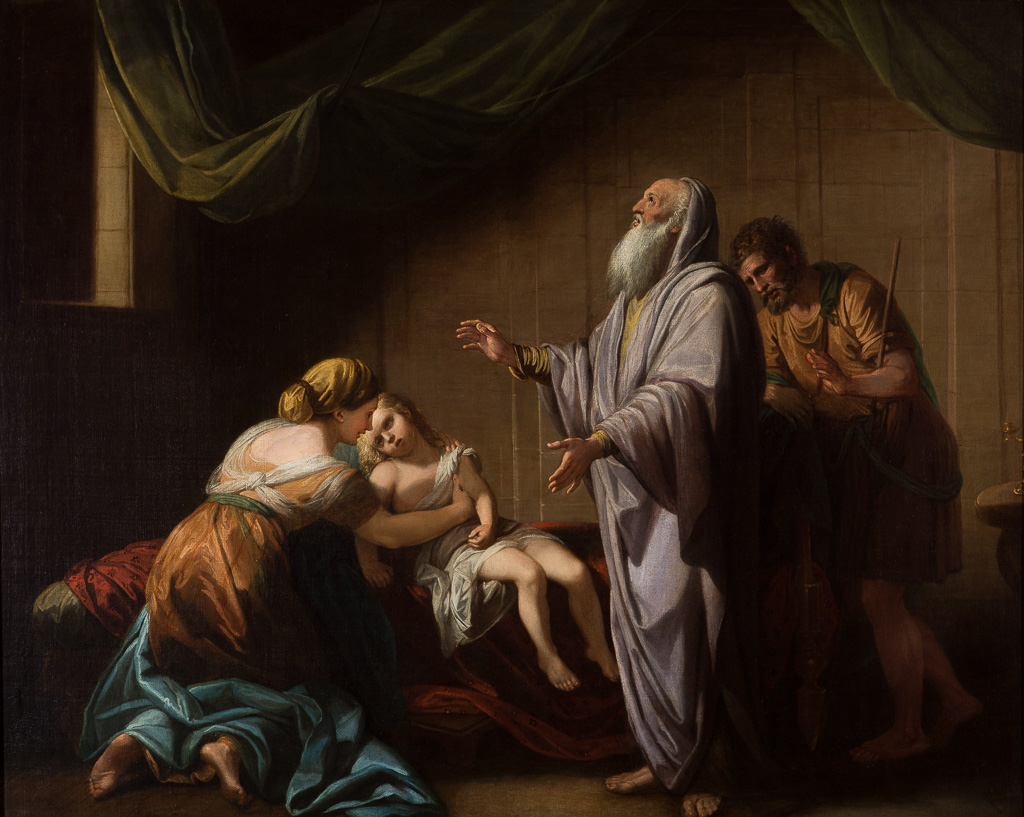
Eliseo resucita al hijo de la mujer sunamita, 1765.
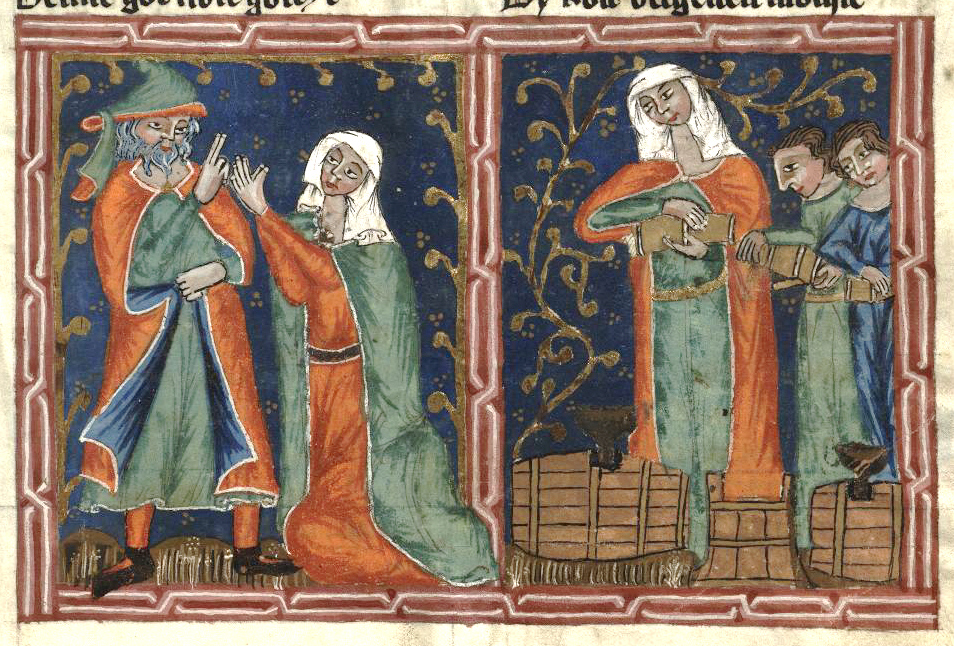
Eliseo y la viuda en las Crónicas de Praga, 1350-1375.
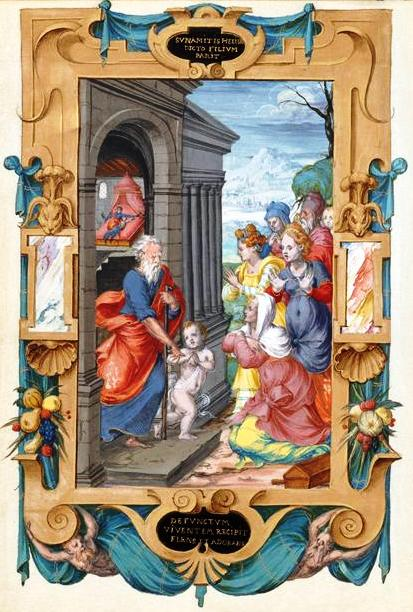
Eliseo resucita al hijo de la sunamita, en Horas de Anne de Montmorency, Francia, 1546. Musée Condé, Chantilly
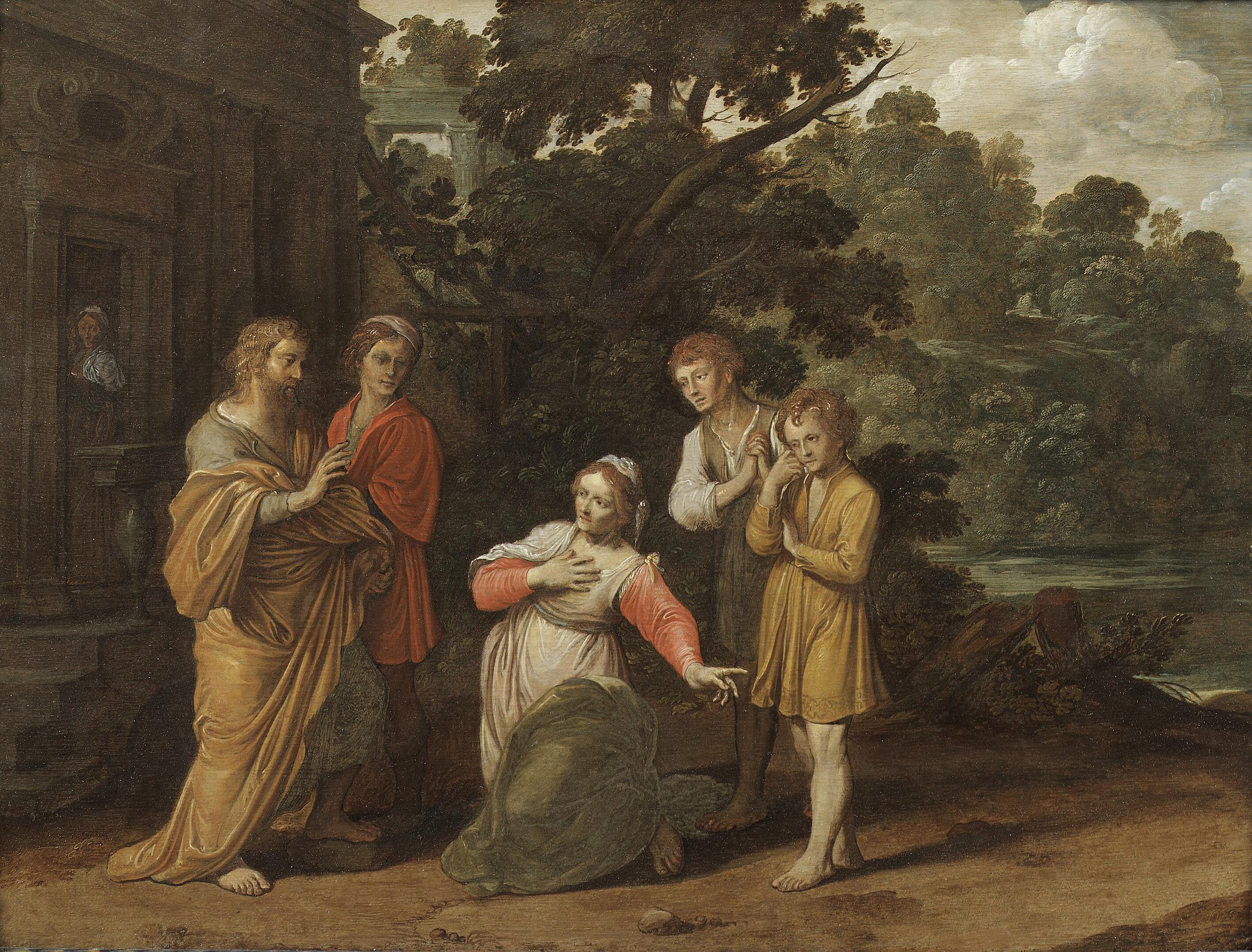
Eliseo y la sunamita. Jan Pynas o Tengnagel, 1600-35.
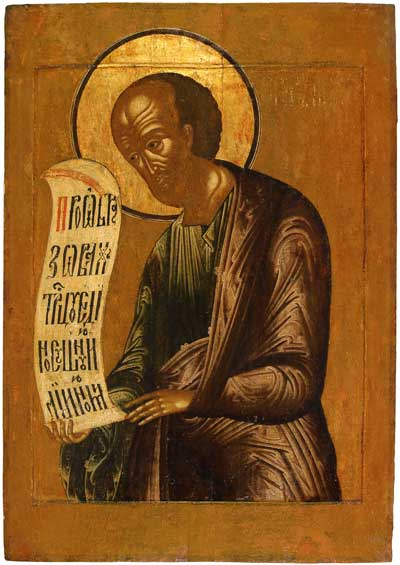
Ícono del Profeta Eliseo; arte ruso, 1654. Iglesia de San Juan, Korovniki.
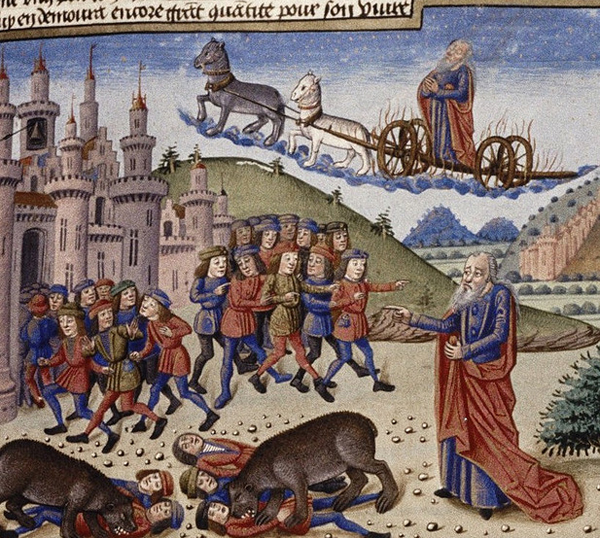
Ascensión de Elías en el cielo y Eliseo ante los osos atacando a los mancebos. Manuscrito francés, 1463.

## Milagros y portentos

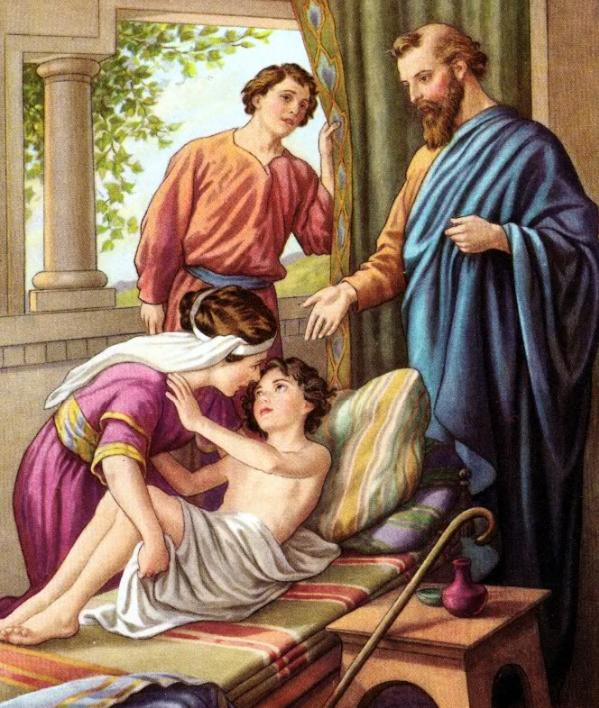
Resurrección del hijo de la mujer sunamita.

- El primer milagro de Eliseo fue dividir las aguas del río Jordán para luego pasar en seco sobre su lecho. (2 Reyes 2:14)
- El segundo milagro fue sanear el manantial que era la fuente de agua de la ciudad de Bet-el. Sus aguas eran malas, hasta el punto que esterilizaban los cultivos, provocaban enfermedad e incluso muerte. Eliseo las saneó definitivamente arrojando una vasija de sal en el manantial, diciendo: 'Así ha dicho YHVH: Yo sané estas aguas, y no habrá más en ellas muerte ni enfermedad'. (2 Reyes 2:19-22)
- Al regresar de los manantiales a la ciudad de Bet-el (de donde se deduce que el manantial se hallaba a las afueras de la ciudad propiamente dicha) unos niños pequeños[12] comenzaron a burlarse de su calvicie, entonces Eliseo «los maldijo en el nombre del Señor». Acto seguido dos osos salieron del bosque y atacaron a los niños,[12] de modo que cuarenta y dos de ellos murieron despedazados. (2 Reyes 2:23-24)
- Hizo que brotaran aguas del terreno y un torrente en el camino de Edom para abastecer de ella al ejército mancomunado de Israel, Judá y Edom que se hallaba en campaña contra Moab, porque el ejército estaba a punto de deshidratarse por la falta de agua. (2 Reyes 3:13-20)
- Predijo la victoria del Israel sobre Moab y la asolación de sus ciudades e infraestructuras. (2 Reyes 3:18-25)
- Multiplicó el aceite de una vasija que se rellenó varias veces y pertenecía a una viuda que le atendió. Incluso la mujer pudo pagar deudas que contrajo y vivir cierto tiempo de la venta del aceite restante. (2 Reyes 4:1-6)
- A una mujer de Sunam que no podía procrear, le predijo con un año de antelación que tendría un hijo, lo cual se cumplió a pesar de la incredulidad inicial de la mujer. (2 Reyes 4:14-17)
- Resucitó al hijo de la mujer sunamita (2 Reyes 4:27-37). Juzgando que el hijo se hallaba primeramente con unos segadores, y más tarde, previo a fallecer, presentó un fuerte dolor de cabeza (2 Reyes 4:18-20), se deduce que habría muerto de una grave insolación.
- En Gilgal, habiendo una hambruna, envió a su criado Guejazi a recoger algún vegetal silvestre comestible para él, el propio Guejazi y sus acompañantes. Guejazi recogió un fruto silvestre que resultó ser venenoso, y sin saberlo preparó un guisado con él. Al probar el nocivo potaje, los comensales clamaron a Eliseo: '¡Varón de Dios, hay muerte en esa olla!'. Eliseo echó un poco de harina al potaje e increíble e inmediatamente se tornó perfectamente comestible y no se halló nada malo en él. (2 Reyes 4:38-41)
- Durante la hambruna multiplicó veinte panes que trajo un hombre de Baalsalisa, de modo que cien hombres comieron y aun sobró. (2 Reyes 4:42-44)
- Curó de lepra a Naamán, general del ejército del rey de Siria, ordenando que se bañara siete veces en el río Jordán. (2 Reyes 5:8-14)
- Naamán el sirio llevaba consigo plata, oro y vestidos (2 Reyes 5:5). Quiso dárselos a Eliseo en agradecimiento por haberle curado, pero este los rechazó. Luego se retiró, y Guejazi, criado de Eliseo, corriendo tras él, mintió a Naamán afirmando que Eliseo le enviaba a pedirle plata y vestidos. Naamán accedió pero Eliseo se enteró por su espíritu, a pesar de que Guejazi se lo ocultó, y en represalia le provocó lepra. (2 Reyes 5:15-27)
- Sobre el agua hizo flotar el hierro de un hacha prestada a uno de sus compañeros que se hallaba afligido porque se le había hundido en el Jordán. (2 Reyes 6:4-7)
- Durante una guerra entre Israel y Siria, predijo al rey de Israel que los sirios estarían en el sitio en el cual él tenía planeado instalar el campamento militar para tenderle una emboscada, advirtiéndole, no obstante, que no lo hiciera. Haciendo caso a la palabra de Eliseo, el rey verificó que efectivamente era así. (2 Reyes 6:8-12)
- Causó ceguera al ejército sirio, que había sido enviado para capturarlo.  (2 Reyes 6:13-18)
- Ben-Adad, rey de Siria, sitiaba Samaria. Al no poder proveerse de alimentos la ciudad (una cabeza de asno se vendía por ochenta piezas de plata), se estaba padeciendo una enorme hambruna (2 Reyes 6:24-27). El rey de Israel se hallaba enclaustrado en la ciudad sin poder hacer nada (2 Reyes 6:24-27). El mismo día que el rey de Israel envió a matar a Eliseo, culpándolo en su desesperación por el hambre y el sitio, Eliseo predijo que al día siguiente, a esa misma hora, valdría el seah de flor de harina un siclo, y dos seah de cebada un siclo en la puerta de Samaria (el seah equivalía a 12,3 litros), y que un hombre que le contradijo lo vería pero no comería de ello. En la liberación milagrosa de Samaria su palabra se cumplió con exactitud, y aquel hombre lo vio pero murió aplastado sin más por la horda de gente jubilosa que se abalanzó a la puerta de Samaria. (2 Reyes 6:31-33, 2 Reyes 7:1-2, 17-20)
- Predijo que Ben-Adad moriría y que Jazael, su sirviente, tomaría el poder en su lugar, a pesar de que no tenía cabida como heredero y hasta se autodescribió como 'perro' para describir su condición, prediciendo además la hostilidad belicista de Jazael hacia Israel. Jazael asesinó al rey y tomó el poder. (2 Reyes 8:10-15, 28)
- Por medio de un siervo, predijo que Jehú sería el futuro rey, que erradicaría la descendencia del rey Ajab, y que a Jezabel, esposa del ya difunto rey Ajab, la comerían los perros en el campo de Jezreel sin sepultura (2 Reyes 9:1-11), lo cual se cumplió. (2 Reyes 9:33-35, 10:5-17)
- Predijo que el rey Joás derrotaría tres veces a los bravos sirios. (2 Reyes 13:19 y 25)
- Al entrar en contacto con las reliquias de Eliseo, el cadáver de un hombre resucitó. (2 Reyes 13:20-21)

| Predecesor: Elías | Eliseo Profeta de Yahveh | Sucesor: Jonas (profeta) |